# Power line communication
Power Line Communication, veelal ook Power Line Carrier genoemd en afgekort tot PLC, is datacommunicatie via het elektriciteitsnet.
PLC wordt al heel lang gebruikt met een lage snelheid om bijvoorbeeld lantaarnpalen aan en uit te schakelen, nacht/dagstroommeters bij particulieren om te zetten en boilers 's nachts aan te zetten en overdag weer uit te schakelen. Deze vorm staat ook bekend als Toonfrequent signaal waarbij bovenop de bestaande frequentie van 50/60hz een signaal van 100Hz tot 2400Hz wordt toegevoegd. Het TF-signaal in Nederland, wordt vanaf 1 Juli 2021 uitgefaseerd en vervangen door moderne communicatietechnieken.
Ook de babyfoons die via het lichtnet werken zijn een vorm van PLC. Deze vorm heet "smalband PLC". "Breedband-PLC" was volgens sommigen een alternatief voor breedbandinternet via de tv-kabel ("kabelinternet") resp. via de telefoonlijn (ADSL). Vooral in landen met weinig bekabeling is PLC ideaal, want een elektriciteitsnet ligt daar vaak wel. De snelheden die met PLC te halen zijn lopen van 2 Mbps tot 500 Mbps.

## Techniek
Breedband-PLC-modems werken op ongeveer dezelfde manier als ADSL-modems en hebben ongeveer eenzelfde bereik. Een hoogfrequent signaal tot ca. 30 MHz wordt over de elektriciteitskabel gestuurd. Dit signaal is de drager ("draaggolf") voor de te verzenden data. Er zijn diverse modulatietechnieken beschikbaar, waarvan OFDM het meest gebruikt wordt voor PLC.
De techniek is robuust zolang maar hoge spanningen worden gebruikt (en dus hoge veldsterktes worden opgewekt) en heeft geen last van storingen op het elektriciteitsnet. Omdat het signaal hoogfrequent is wordt het geblokkeerd door transformatoren. "Transformatorhuisjes" vormen bijvoorbeeld een onoverbrugbare hindernis. Ook elektriciteitsmeters bij particulieren veroorzaken veel demping. Reden waarom "de buurman" meestal niet het PLC-signaal kan afluisteren. Afluisteren via de ether is echter niet uit te sluiten doordat de PLC-signalen gemakkelijk zijn op te pikken.
Verder bestaat van de zijde van de gelicenseerde radiozendamateurs en -luisteraars in internationaal verband, maar ook door het Nederlandse leger, grote bezwaren tegen deze toepassingen vanwege storing in de ontvangst van kortegolfuitzendingen. Die storing is vooral in Duitsland en Oostenrijk maar ook in de Verenigde Staten vaak bewezen. Bijvoorbeeld de moderne vorm van uitzenden op de midden- en kortegolf DRM werd er door onmogelijk gemaakt. In Europees verband worden nu afspraken gemaakt om de toegestane storing (veldsterkte) vast te leggen.

## Praktische toepassingen - breedbandinternet
De eerste experimenten met breedband-PLC begonnen in Schotland maar werden al snel gestopt. Volgens sommigen omdat de lantaarnpalen als zendmasten werkten en veel storing veroorzaakten in elektronische apparatuur. Volgens anderen omdat er onvoldoende commercieel perspectief was.
Diverse andere experimenten in onder andere Duitsland (energiebedrijf RWE), Spanje en ook Nederland (Nuon) stierven een stille dood. Veel artikelen geven als oorzaak hiervoor de storingsgevoeligheid of onbetrouwbaarheid van de techniek. Volgens de bedrijven zelf werkt de techniek prima, maar is vooral de commerciële haalbaarheid de reden dat de techniek nooit een grote vlucht heeft genomen. De maximum haalbare snelheid voor grote groepen huishoudens blijkt namelijk slechts rond de 1 Mbps te liggen. Via kabel of ADSL zijn veel hogere snelheden mogelijk. Daarmee is PLC niet heel toekomstvast. Voor breedband-PLC is vergelijkbare apparatuur nodig (PLC-modems) als voor kabelinternet of ADSL, waardoor er evenmin een kostenvoordeel is voor breedband-PLC.
Ten slotte zijn er nog alternatieven zoals UMTS, wifi en WiMAX die met name in landen zonder infrastructuur veel aangelegd worden.
Al deze factoren bij elkaar hebben ervoor gezorgd dat breedband-PLC nooit een grote vlucht heeft genomen.
In de VS wordt PLC vooral bij 10kV-lijnen gebruikt. Door de ARRL is al veel over storingen gemeld. Ook in de VS is er veel discussie over storing ontstaan en is men bezig de normen aan te scherpen.

## Breedband-PLC - "in-huisbekabeling"
Een ander toepassingsgebied van breedband-PLC is het gebruik binnenshuis als alternatief voor bekabeling. De bekendste PLC-standaard is HomePlug. Het maken van de verbinding tussen bijvoorbeeld het ADSL- of Kabelinternetmodem en de pc gebeurt normaal gesproken draadloos of via een netwerkkabel ("UTP-kabel"). Het aanleggen van een kabel is in sommige huizen of gebouwen echter lastig. Draadloos (wifi) werkt in grote panden of in panden met veel metaal slecht. In die situaties is PLC een snelle en makkelijke methode om via de elektriciteitsbekabeling in huis apparaten te koppelen. De PLC-modems die hiervoor nodig zijn werken met snelheden van 14 Mbps tot 500 Mbps. Ook in deze situaties heeft PLC (nog) geen grote vlucht genomen. Dit komt door doordat de PLC-modems in grote panden met veel elektriciteitsgroepen of in panden met een bijzondere elektriciteitsbekabeling niet altijd goed werken.

## Koppeling van elektriciteitsmeters
Een derde toepassingsgebied voor PLC is het gebruik in modernere elektriciteitsmeters ("kWh meters"). De meters zijn via PLC op afstand uitleesbaar zodat het energiebedrijf de meterstanden kan opvragen zonder een meteropnemer langs te hoeven sturen. In een niet-geliberaliseerde energiemarkt is een meteropnemer goedkoper dan een "intelligente meter" met PLC, want de meteropnemer hoeft maar eens in de paar jaar langs te komen. Maar in een geliberaliseerde markt zoals Nederland moet de meterstand veel vaker dan voorheen bekend zijn en is verondersteld dat een slimme meter een effectievere, maar niet efficiëntere oplossing daarvoor is. Ook voor de consument is zo'n meter handig want hij kan makkelijker zijn energieverbruik in de gaten houden. In Italië worden daarom massaal de meters vervangen door "intelligente" exemplaren.
Overigens zijn er ook voor dit toepassingsgebied alternatieven voor PLC. De nieuwere slimme meters, die aan DSMR (Dutch Smart Meter Requirements) versie 4 en hoger voldoen maken geen gebruik meer van PLC maar van GPRS of Ethernet. Bijkomend voordeel is dat met slimme meters veel makkelijker "lekken" in het elektriciteitsverbruik kunnen worden opgespoord. Deze "lekken" worden vaak veroorzaakt door wietplantages.